# Stenocoris
Stenocoris is een geslacht van wantsen uit de familie van de Alydidae (Kromsprietwantsen). Het geslacht werd voor het eerst wetenschappelijk beschreven door Burmeister in 1839.

## Soorten
Het genus bevat de volgende soorten:

- Stenocoris africanus Ahmad, 1965
- Stenocoris americanus Ahmad, 1965
- Stenocoris apicalis (Westwood, 1842)
- Stenocoris braziliensis Ahmad, 1965
- Stenocoris claviformis Ahmad, 1965
- Stenocoris ethiopis Ahmad, 1965
- Stenocoris maculosus (Blöte, 1937)
- Stenocoris pallidus (Blöte, 1937)
- Stenocoris phthisicus (Gerstaecker, 1873)
- Stenocoris schaeferi Montemayor & Dellapé, 2011
- Stenocoris sordidus (Blöte, 1937)
- Stenocoris tipuloides (De Geer, 1773)
- Stenocoris v-nigrum (Blöte, 1937)

Subgenus Erbula Stål, 1873
- Stenocoris annulicornis (Signoret, 1861)
- Stenocoris elegans (Blöte, 1937)
- Stenocoris similis Blöte, 1937
- Stenocoris southwoodi Ahmad, 1965
- Stenocoris stali Ahmad, 1965

Subgenus Oryzocoris Ahmad, 1965
- Stenocoris fabricii Ahmad, 1965
- Stenocoris filiformis (Fabricius, 1775)
- Stenocoris furcifera (Westwood, 1842)

Subgenus Pseudoleptocorisa Ahmad, 1965
- Stenocoris erraticus (Blöte, 1937)